# Camí de les Llàgrimes choctaw

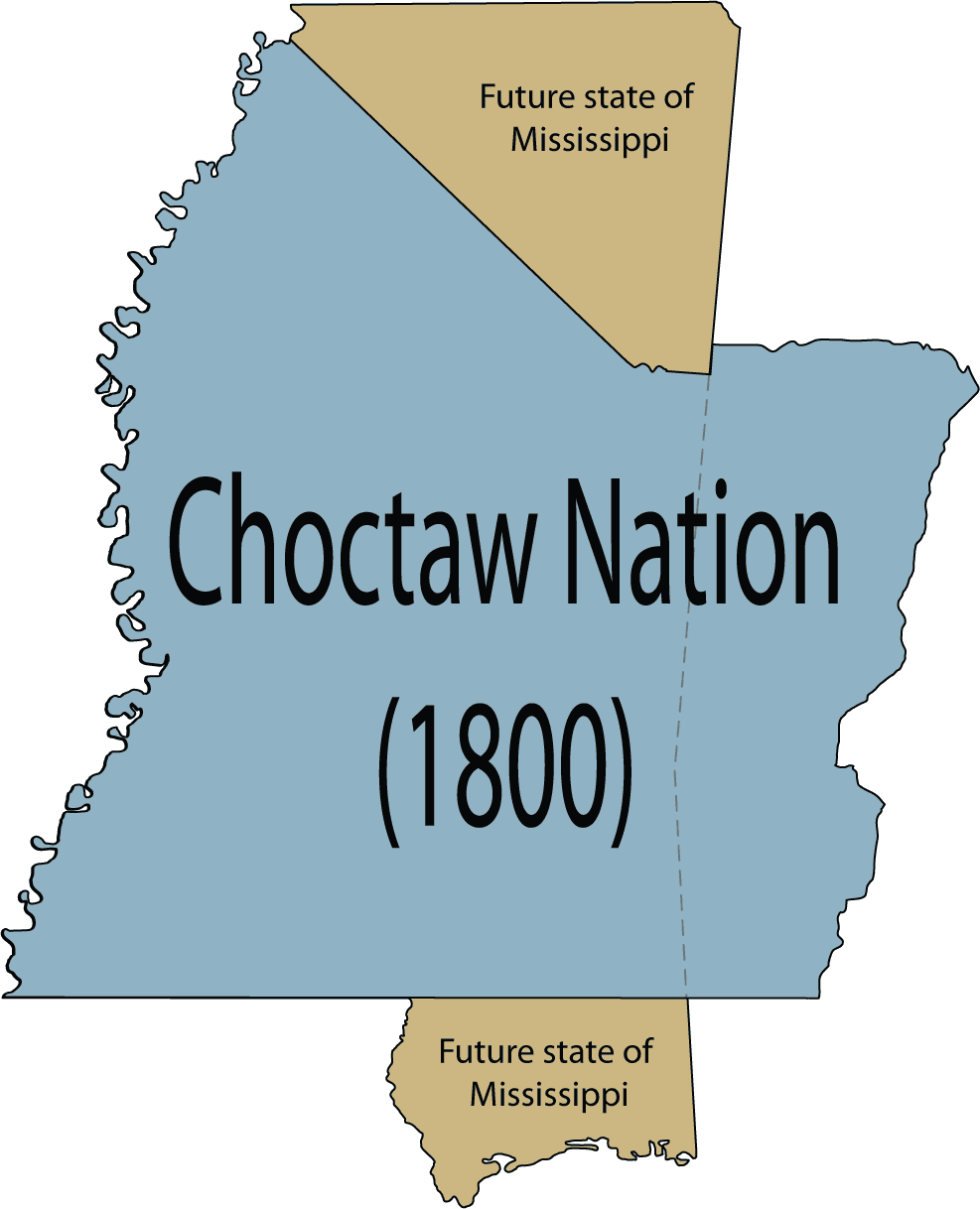
La Nació Choctaw completa ombrejada en blau en relació amb l'estat estatunidenc de Mississipi.

El Camí de les Llàgrimes choctaw fou la recol·locació de la Nació Choctaw del seu país en què ara es coneix com el Deep South (Alabama, Arkansas, Mississipi i Louisiana) a les terres a l'oest del riu Mississippi a Territori Indi en la dècada de 1830. Un minko (cap) choctaw fou citat per l'Arkansas Gazette afirmant que la deportació fou un "camí de llàgrimes i mort." Després del trasllat els choctaws es dividiren en tres grups diferents, la Nació Choctaw d'Oklahoma, la Banda Jena d'indis choctaw, i la Banda Mississippi d'indis choctaw.

## Descripció

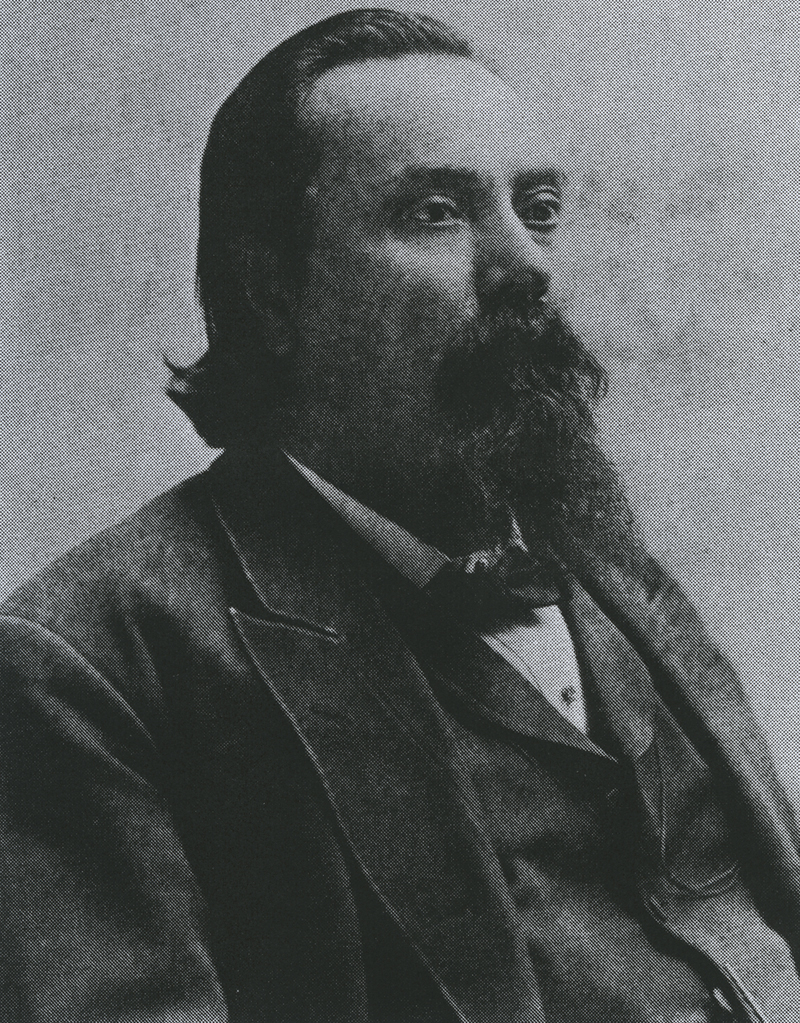
En 1832 un jove Harkins de 22 anys va escriure el Farewell Letter to the American People.

Després de cedir vora d'11.000.000 acres (45.000 km²), els choctaw emigraren en tres etapes: la primera la tardor de 1831, la segona en 1832 i l'última en 1833. El tractat de Dancing Rabbit Creek fou ratificat pel Senat dels Estats Units el 25 de febrer de 1831, i el president estava ansiós per fer-ne un model de trasllat. El cap George W. Harkins va escriure una carta al poble estatunidenc després del començament de la deportació.
| «                                                              | És amb considerable tristesa que intento dirigir-me al poble nord-americà, sabent i sentint amb seny la meva incompetència; i creient que les seves ments bo i millor privilegiades no s'entretenen en la direcció d'un choctaw. Però després d'haver decidit a emigrar a l'oest del riu Mississipi aquesta tardor, he cregut convenient fer una oferta de comiat per fer algunes observacions expressives dels meus punts de vista i els sentiments que m'accionen sobre el tema de la nostra marxa; ... Nosaltres, com a choctaws en comptes de triar a patir i ser lliures, de viure sota la influència degradant de les lleis, que la nostra veu no se senti en la seva formació; ... Per molt que l'estat de Mississipi ens ha fet mal, no puc trobar en el meu cor qualsevol altre sentiment que un desig ardent per la seva prosperitat i felicitat. | » |
| — -George W. Harkins, George W. Harkins to the American People | |   |

La primera onada de trasllat fou la que més va patir. La segona i tercera onades "sembraren els seus camps amb promptitud i experimentaren menys dificultats que els indis de la majoria de les altres tribus expatriades." El trasllat continuà durant tot el segle xix. En 1846 uns 1.000 choctaws es traslladaren, i pel 1930 uns 1.665 restaven a Mississipi.

## Tractats
Els choctaws i els Estats Units van acordar nou tractats entre 1786 i 1830, el Tractat de Dancing Rabbit Creek va ser l'últim a ser signat acordant l'eliminació definitiva de la Nació Choctaw. Les terres Choctaw es van obtenir sistemàticament a través dels tractats, la legislació i les amenaces de guerra. Es van fer tractats amb Gran Bretanya, França i Espanya. Nou tractats van ser signats amb els Estats Units. Alguns tractats, com el Tractat de San Lorenzo, afectà indirectament als choctaws.
Els choctaws consideraven les lleis i diplomàcia europees estranyes i desconcertants. L'aspecte més confús de l'elaboració dels tractats era escriure el que era impressionant per a un poble que no han desenvolupat un sistema escrit. La història choctaw, igual que la de molts nadius americans, es transmetia oralment de generació en generació. Durant les negociacions dels tractats de les tres principals àrees tribals choctaw (Upper Towns, Six town, i Lower Towns) tenien un "Miko" (cap) que els representava. Espanya va fer les primeres reivindicacions del país choctaw i va ser seguida per les reclamacions franceses a partir de finals del segle xvii. Els Estats Units, a conseqüència del Tractat de San Lorenzo, va reclamar el país choctaw a partir de 1795.
| Tractat              | Any  | Terra cedida                    |
| Hopewell             | 1786 | n/a                             |
| Fort Adams           | 1801 | 2.641.920 acres (10.691,5 km²)  |
| Fort Confederation   | 1802 | 10.000 acres (40 km²)           |
| Hoe Buckintoopa      | 1803 | 853.760 acres (3.455 km²)       |
| Mount Dexter         | 1805 | 4.142.720 acres (16.765 km²)    |
| Fort St. Stephens    | 1816 | 10.000 acres (40 km²)           |
| Doak's Stand         | 1820 | 5.169.788 acres (20.921,39 km²) |
| Washington City      | 1825 | 2.000.000 acres (8.100 km²)     |
| Dancing Rabbit Creek | 1830 | 10.523.130 acres (42.585,6 km²) |

## Repercussions

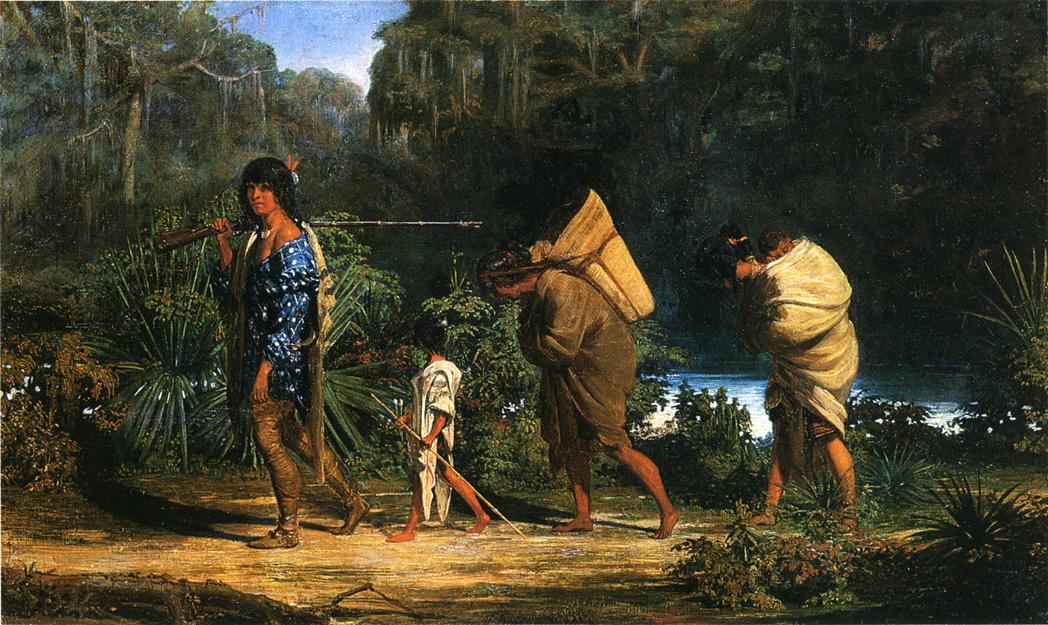
Els choctaws foren traslladats a l'oest del Mississippí des de 1831. Louisiana Indians Walking Along a Bayou per Alfred Boisseau pintat en 1846.

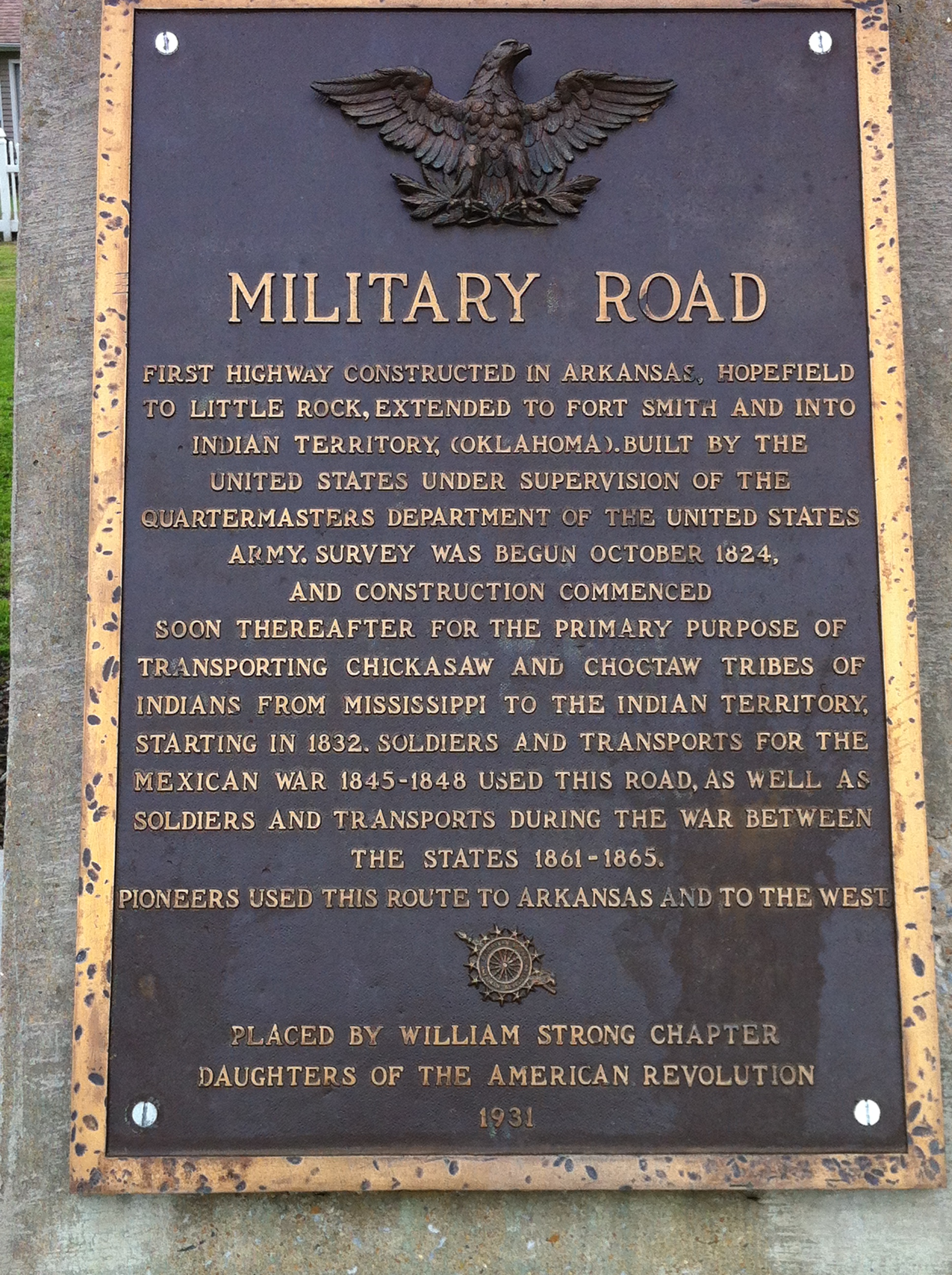
Marca històrica a Marion (Arkansas) pel Camí de les Llàgrimes

Aproximadament 15.000 choctaws junt amb 1.000 esclaus es van moure cap a l'anomenat Territori Indi que més tard fou Oklahoma. La transferència de població es va produir en tres migracions durant el període 1831-1833 incloent la devastadora tempesta de neu de l'hivern de 1830 a 1831 i l'epidèmia de còlera de 1832. Uns 2.500 van morir al llarg del Camí de les Llàgrimes. Aproximadament 5.000-6.000 choctaws van romandre a Mississippi en 1831 després dels esforços inicials d'eliminació. Durant els propers deu anys van ser objecte d'un creixent conflicte legal, assetjament i intimidació. Els choctaws van descriure la seva situació en 1849, "tenim les nostres cases enderrocades i cremades, les nostres tanques destruïdes, el bestiar expulsat dels nostres camps i nosaltres mateixos hem estat assotats, emmanillats, engrillonats i altres abusos personals, fins i tot alguns dels nostres millors homes han mort per aquest tractament." El racisme era rampant. Joseph B. Cobb, ui es va mudar a Mississippi des de Geòrgia, va descriure choctaws sense tenir "cap noblesa o virtut en absolut, i en alguns aspectes ell trobava els negres, especialment nadius africans, més interessants i admirables, superiors a l'home roig en tots els sentits. Els Choctaw i Chickasaw, les tribus que millor coneixia, eren menyspreables, és a dir, fins i tot pitjor que els esclaus negres." Els trasllats continuaren bo i fins a començaments del segle xx. En 1903 tres-cents choctaws de Mississipi foren persuadits de traslladar-se a la Nació d'Oklahoma.